# NGC 4791
NGC 4791 is een spiraalvormig sterrenstelsel in het sterrenbeeld Maagd. Het hemelobject werd op 25 maart 1865 ontdekt door de Duitse astronoom Albert Marth.

## Synoniemen
- MCG 1-33-21
- ZWG 43.60
- NPM1G +08.0304
- PGC 43950